# Averøy
Averøy este o comună din provincia Møre og Romsdal, Norvegia.